# Домерг, Жан-Габриэль
Жан-Габриэль Домерг (фр. Jean-Gabriel Domergue, 4 марта 1889 — 16 ноября 1962) — французский художник, специализировавшийся на портретах парижских женщин.

## Биография
Домерг родился в Бордо и учился в Национальной высшей школе изящных искусств. В 1911 выиграл Римскую премию. С 20-х годов XX века сосредоточился на портретах. Считается основателем пинапа. Домерг также занимался дизайном одежды для кутюрье Поля Пуаре. В 1938 был членом жюри конкурса Мисс Франция . В 1939 году создал плакат дебютного Каннского кинофестиваля, который был прерван в сентябре 1939 года в связи с началом Второй мировой войны и всеобщей мобилизацией.
С 1955 по 1962 был куратором Музея Жакмар-Андре, устраивая выставки работ Ван Гога, Анри де Тулуз-Лотрека, Франсиско Гойя и других. Домерг был назначен кавалером Ордена Почётного легиона. Он умер 16 ноября 1962 на одной из улочек Парижа.